# Championnat de Slovaquie de football 2002-2003
Navigation
Saison précédente Saison suivante
La saison 2002-2003 du Championnat de Slovaquie de football était la 10e édition de la Slovak Superliga, le championnat de première division de Slovaquie. Les 10 meilleurs clubs du pays sont regroupés au sein d'une poule unique où chaque formation rencontre quatre fois tous ses adversaires, deux fois à domicile et deux fois à l'extérieur. Le dernier du classement en fin de saison est relégué et remplacé par le club champion de deuxième division.
Le MSK Zilina, champion en titre, finit en tête du championnat et remporte le 2e titre de champion de Slovaquie de son histoire. Il termine avec 3 points d'avance sur le FC Artmedia Bratislava.

## Les 10 clubs participants
- Slovan Bratislava
- Inter Bratislava
- Spartak Trnava - Promu de D2
- FK ZTS Dubnica
- AS Trencin
- MSK Zilina
- Matador Puchov
- MFK Kosice
- MFK Ružomberok
- FC Artmedia Bratislava

## Compétition

### Classement
Le barème de points servant à établir le classement se décompose ainsi :
- Victoire : 3 points
- Match nul : 1 point
- Défaite : 0 point

| Rang | Équipe                | Pts | J  | G  | N  | P  | Bp | Bc | Diff |
| ---- | --------------------- | --- | -- | -- | -- | -- | -- | -- | ---- |
| 1    | MSK Zilina (T)        | 70  | 36 | 21 | 7  | 8  | 69 | 31 | +38  |
| 2    | FC Artmedia Petržalka | 67  | 36 | 20 | 7  | 9  | 49 | 32 | +17  |
| 3    | Slovan Bratislava     | 63  | 36 | 19 | 6  | 11 | 60 | 42 | +18  |
| 4    | Spartak Trnava (P)    | 56  | 36 | 15 | 11 | 10 | 55 | 47 | +8   |
| 5    | Matador Púchov (C)    | 50  | 36 | 14 | 8  | 14 | 46 | 47 | -1   |
| 6    | Inter Bratislava      | 43  | 36 | 12 | 7  | 17 | 48 | 58 | -10  |
| 7    | FK ZTS Dubnica        | 43  | 36 | 12 | 7  | 17 | 41 | 52 | -11  |
| 8    | MFK Ružomberok        | 42  | 36 | 12 | 6  | 18 | 45 | 60 | -15  |
| 9    | AS Trenčín            | 38  | 36 | 11 | 5  | 20 | 48 | 69 | -21  |
| 10   | 1.FC Kosice           | 30  | 36 | 6  | 12 | 18 | 41 | 64 | -23  |

|  | Qualifié pour la Ligue des Champions 2003-2004                                            |
|  | Qualifié pour la Coupe UEFA 2003-2004                                                     |
|  | Qualifié pour la Coupe Intertoto 2003                                                     |
|  | Relégation en deuxième division                                                           |
|  | (T) : Tenant du titre (C) : Vainqueur de la Coupe de Slovaquie (P) : Promu de 2e division |

## Bilan de la saison
| Championnat de Slovaquie de football 2002-2003 |                       |
| Champion                                       | MSK Zilina (2e titre) |
| Coupes et trophées                             |                       |
| Vainqueur de la Coupe de Slovaquie 2002-2003   | Matador Puchov        |
| Qualifications continentales                   |                       |
| Ligue des champions 2003-2004                  | MSK Zilina            |
| Coupe UEFA 2003-2004                           | FC Artmedia Petrzalka |
| Coupe UEFA 2003-2004                           | Matador Puchov        |
| Coupe Intertoto 2003                           | FK ZTS Dubnica        |
| Promotions et relégations                      |                       |
| Promus en Slovak Superliga                     | Dukla Banska Bystrica |
| Relégués en Slovak First League                | 1.FC Kosice           |